# Комодо (национальный парк)
Комо́до — национальный парк, расположенный в приграничном районе между провинциями Восточные и Западные Малые Зондские острова в Индонезии.
Парк включает в себя три крупных острова (Комодо, Падар и Ринча) и более 26 мелких островов, а также омывающие их воды проливов Сапе, Линтах и Сумба с общей площадью 1733 км² (603 км² суши).
Национальный парк был выбран в качестве одного из семи Новых чудес природы.

## Описание

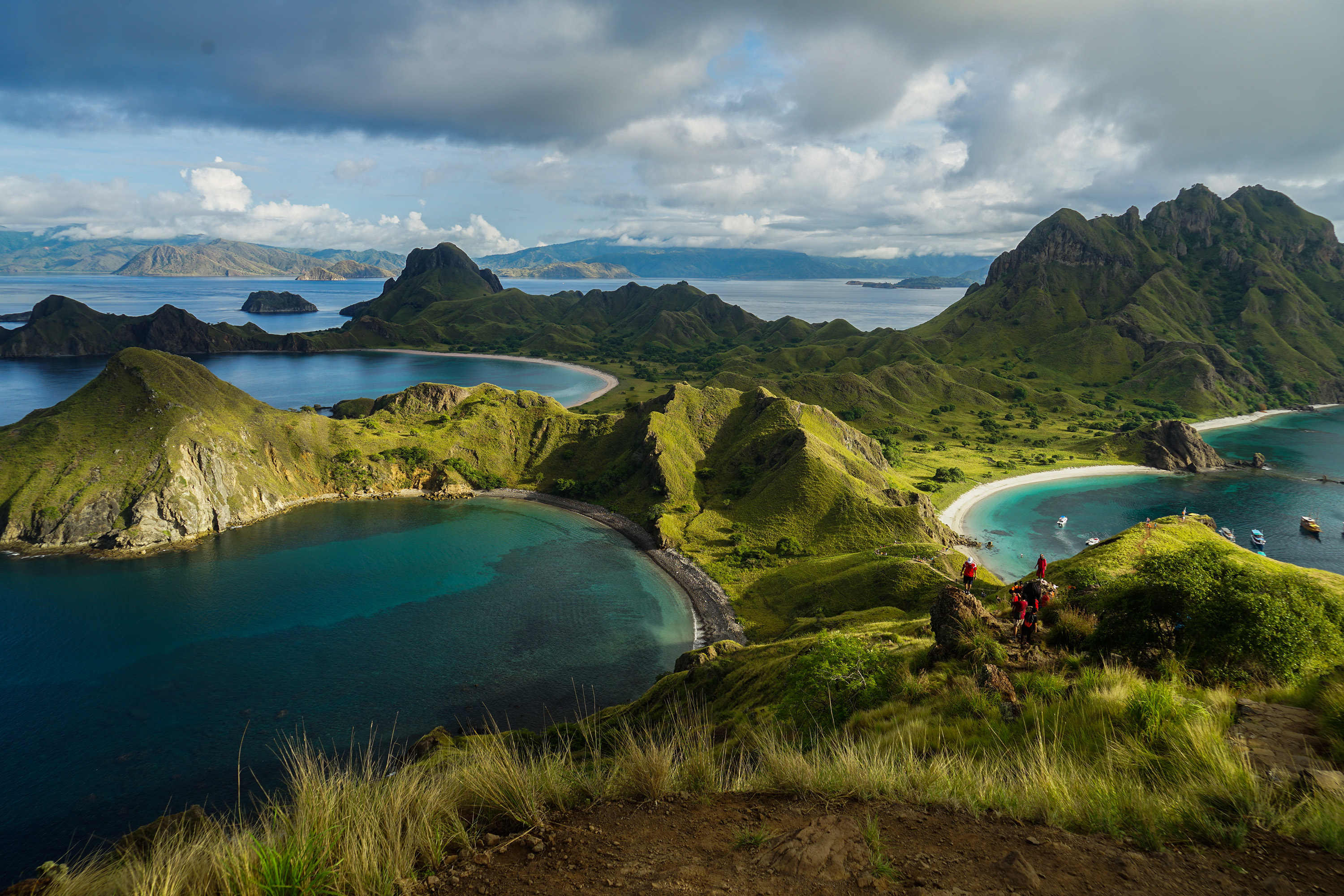
Пейзаж острова Падар в национальном парке Комодо.

Национальный парк был основан в 1980 году. В 1986 году он был объявлен биосферным заповедником, а в 1991 — объектом Всемирного наследия ЮНЕСКО. Целью создания парка было сохранение уникального вида ящериц — комодского варана, впервые который был обнаружен в 1911 году. Позже задачей парка стало сохранение и других видов животных, в том числе морских.
Острова национального парка имеют вулканическое происхождение. Местность, как правило, характеризуется закруглёнными холмами с высотой до 735 м. Климат является одним из самых засушливых в Индонезии с годовым количеством осадков в 800—1000 мм. Среднесуточная температура в сухой сезон (с мая по октябрь) составляет около 40°С.
На острове Комодо обитает половина популяции комодского варана — три тысячи особей. Ещё две тысячи населяет остров Флорес, тысяча — остров Ринча и около ста — остров Гили Мотонг.